# Безусловна капитулация
Безусловната капитулация е капитулация, при която предаващата се страна не получава никакви гаранции, извън общите правила на международното право. Изискването за безусловна капитулация е средство за оказване на психологически натиск върху по-слаб противник, но може да удължи конфликта – примерно според британския военен историк Базил Лидъл Харт Втората световна война е могла да приключи няколко години по-рано, да вземе милиони военни и цивилни жертви от двете страни по-малко и да бъде избегнато налагането на комунистическите режими в Централна Европа, ако страните от Антихитлеристката коалиция са предоставили на немската Съпротива достойни условия за предаване на Германия след свалянето на Хитлер. Известен пример за безусловна капитулация е тази на Страните от Оста през Втората световна война.